# Juliette (lune)
Pour les articles homonymes, voir Juliette.
Juliette (U XI Juliet) est un satellite naturel d'Uranus.
Juliette fut découverte en 1986 par la sonde Voyager 2, d'où sa désignation temporaire S/1986 U 2. Excepté ses caractéristiques orbitales et une estimation de ses dimensions, on ne connaît que peu de chose à son sujet.
Elle tire son nom du personnage féminin principal de la pièce Roméo et Juliette de William Shakespeare.
Juliette fait partie des satellites du groupe de Portia, qui comprend également Bianca, Cressida, Desdémone, Portia, Rosalinde, Cupid, Belinda et Perdita. Ces satellites ont des orbites et propriétés photométriques similaires.
Sur les images de Voyager 2, Juliette se présente comme un objet oblong dont l'axe principal pointe vers Uranus. Le rapport des deux axes de cet ellipsoïde est de 0,5 ± 0,3, ce qui est une valeur plutôt extrême. La surface de Juliette est de couleur grise.
Il est possible que Juliette entre en collision avec Desdémone au cours des prochaines cent millions d'années.

## Voir aussi

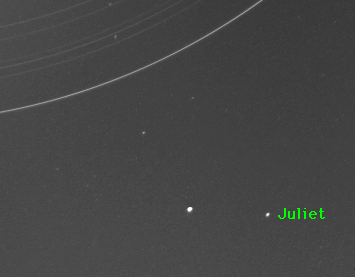
Photo Voyager 2